# Marco Estacio Longino
Marco Estacio Longino (en latín: Marcus Statius Longinus) fue un político y senador del Imperio Romano a principios del siglo III.
Hacia 216 - junio/agosto 217 fue gobernador de la provincia Mesia Inferior.